# Лоэн (Орегон)
Лоэн (англ. Lawen) — невключённая территория, расположенная в округе Харни штата Орегон, США. Расположен на дороге Орегон 78 чуть южнее её пересечений с дорогами Oregon 205, U.S. 20 и U.S. 395 в Бернс. Лоэн расположен немного южнее южного рукава реки Силвис и озера Малур.

## История
Поселение было названо по Генри Лоэну. В 1984 году Лоэн был повреждён наводнением.
В 2023 году Лоэн был описан как «город-призрак с рядом ветхих зданий».

## Климат
Этот климатический регион характеризуется тёплым (но не жарким) и сухим летом со среднесезонной температурой не выше 20,1 °C. Согласно системе классификации климата Кёппена, в Кенте семиаридный климат (BSk).

## Образование
Ван относится к школьному округу Харни 4 (школа Крейн, классы K-8) и в старшей школе округа Харни Юнион 1J (средняя школа Крейн Юнион). Школа Крейн Юнион открылся в 1918 году в Лоэне и в 1920 году переехала в Крейн. 